# ارول موریس
ارول موریس (انگلیسی: Errol Morris؛ زادهٔ ۵ فوریهٔ ۱۹۴۸) کارگردان فیلم‌های مستند اهل ایالات متحده آمریکا است. وی از سال ۱۹۷۸ میلادی تاکنون مشغول فعالیت بوده است.

## فیلم‌شناسی
- خط آبی باریک (۱۹۸۸)
- سریع، ارزان و خارج از کنترل (۱۹۹۷)
- تاریخچه زمان (۱۹۹۱)
- آقای مرگ: صعود و سقوط فرد ای. لویشتر، جونیور (۱۹۹۹)
- مه جنگ (۲۰۰۳)
- رویه استاندارد عملیات نظامی (۲۰۰۸)